# ケイコ (シャチ)
ケイコ（Keiko, 1976年頃 - 2003年12月12日）は、オスのシャチ。1993年の映画『フリー・ウィリー』でウィリー役を演じて一躍有名となった。また、捕獲されて長く人間の飼育下にあったシャチを野生復帰させる、といった世界で初めての試みがなされたシャチである。

## 生涯
1979年、アイスランド近海で商業捕獲されたケイコは、アイスランドのハフナルフィヨルズゥルの水族館に売却された。もとは日本の水族館へ送られるために捕獲されたはずだったが、その水族館がすでに他の国からシャチを購入していたため、カナダのオンタリオ州の水族館へと転売されてショーのための芸を仕込まれ始めた。また、この頃から病弱になり、パピローマウイルスによる伝染性皮膚疾患の症状が出はじめた。
1985年、メキシコのメキシコシティの遊園地レイノ・アベントゥーラ（現・シックス・フラッグス・メヒコ）へさらに転売され、そこで映画関係者に見出されたケイコは、1993年の映画『フリー・ウィリー』に出演して世界的に有名なシャチとなる。その映画出演がきっかけとなって、飼育環境の悪かったレイノ・アベントゥーラからケイコを救出して、野生復帰を目指すといった大規模な運動がおこった。1996年、アメリカ合衆国のニューポートのオレゴン・コースト水族館へと移されたケイコは、皮膚疾患などの治療と並行して野生復帰のためのリハビリテーションを始め、1998年、水族館の水槽から出てアイスランドのヘイマエイ島への帰郷を果たした。
帰郷後も島北部の湾内において外洋に出るための訓練を続けて、2002年、外洋において野生のシャチの群れと合流して島を離れたことが確認されたものの、それからおよそ2か月後、北大西洋を東に約1600キロメートルいったノルウェー西部のハルサのフィヨルドにケイコ1頭だけでいるところを発見された。ケイコの野生復帰を目指す活動はその後も継続されて、外洋により戻りやすい条件の整った同国のタクネス湾に移されたが、2003年12月12日、外洋に戻ることはなく急性肺炎により死亡した。

## 野生への復帰

### 運動のおこり
映画『フリー・ウィリー』は、主人公の少年ジェシーとシャチのウィリーとの友情を描き、少年は水族館に飼われていたウィリーを海に逃がして自由にするといったストーリーで、商業的に成功をおさめた。しかし、ウィリーを演じたケイコは、もとの遊園地に戻り、水槽の狭さや水質不良といった飼育環境の悪さから皮膚のほか消化器や心臓の疾患が悪化している状態にあると世界の主要マスメディアが報じると、ケイコの身を案じた人々のあいだで大きな反響が巻き起こった。このときの反響について、映画製作をしたローレン・シュラー・ドナーは、次のように述べている「ケイコの実生活は『フリー・ウィリー』に描かれた生活そのものでした。上映しただけで、ケイコをもといたプールに戻して、それでおしまいにしていいのか。それはできない。そんなことをしたらケイコは死ぬだろうと、人々は考えたのです」。
映画を制作したワーナー・ブラザースは、自然保護団体アース・アイランド・インスティテュートに協力を求め、ケイコにとってより良い施設探しに乗り出し、またワーナー・ブラザースと実業家クレイグ・マッコーの寄付をもとに、ケイコの野生復帰を目的としたフリー・ウィリー・ケイコ基金も設立された。レイノ・アベントゥーラは、ケイコの所有権を同基金に寄付することを発表。施設については、アメリカ合衆国のニューポートにあるオレゴン・コースト水族館に建設することとなり、その建設費用である約730万ドルは、世界各地の児童らや、米国人道協会からの寄付などがその資金として使われた。
1996年、メキシコシティからニューポートの新しい施設へとケイコが移送された。移送においては、陸運と空運ともにユナイテッド・パーセル・サービス社が無償でサービスを提供して、空運には同社が用意した輸送機C-130 ハーキュリーズが用いられた。

### リハビリテーション
オレゴン・コースト水族館は、海水を直接汲みあげて、水のろ過と冷却するための装置を備えた長さ45メートル、幅23メートル、深さ7.5メートルのリハビリテーション用の主水槽と、長さ10メートル、幅8.5メートル、深さ3メートルの検査・治療用の副水槽を併設してケイコを迎え入れた。治療とリハビリテーションの過程は、学術研究にも寄与するところとなり、ウッズホール海洋研究所とカリフォルニア大学サンタクルーズ校がケイコの生理機能、聴覚、行動などについて共同研究を行っていくこととなったほか、研究を目的として多くの学者がケイコに関わっていた。

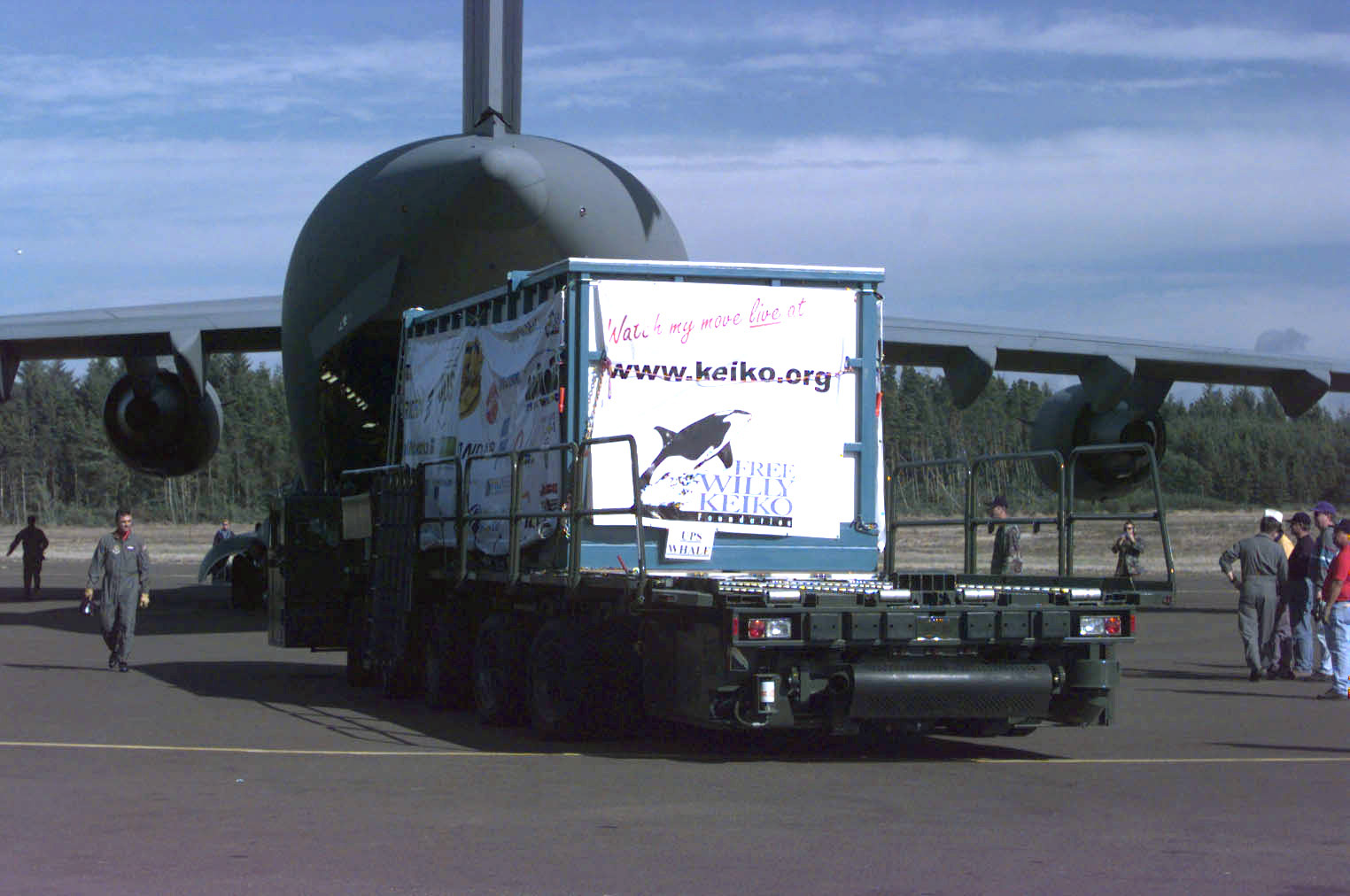
1998年9月9日、アメリカ合衆国のニューポートからアイスランドのヘイマエイ島へ空輸するため、アメリカ空軍輸送機C-17に積み込まれるケイコ

治療は順調な経過を見せ、開始からまもなくケイコの皮膚疾患は治癒して健康も回復していった。リハビリテーションについては、オレゴン・コースト水族館での基礎的な訓練を終えた後は、1998年にアイスランド政府、アメリカ空軍、そして再度ユナイテッド・パーセル・サービス社の協力を得てアイスランドのヘイマエイ島へと移送されて、島の湾内でリハビリテーションを継続した。湾内には、ケイコのリハビリテーションのために長さ75メートル、幅30メートル、深さ7.5メートルの浮囲いが設置された。湾内の環境に慣れてきたら外洋に連れ出して慣れさせる、外洋に慣れてきたら野生のシャチの群れに引き合わせて慣れさせる、といった段階を追い、2002年7月、野生のシャチの群れに合流して、湾を離れることに成功した。

### 再び人間のもとへ
外洋に出て野生のシャチの群れに合流した後も、ケイコの背びれの部分にはテレメトリー送信機が取り付けられており、その移動経路は絶えず観測されていたが、2002年9月、ノルウェー西部のハルサのフィヨルドで家族の乗ったボートについてきたところを発見された。ケイコは、群れから離れて1頭でおり、送信機の信号を追っていた米国人道協会のナオミ・ローズは、「フェロー諸島を通過するころに群れから離れたのではないか」と述べた。
その後、ケイコはフィヨルドに住み着いて、押し寄せた見物客に対して芸を見せるなどしていた。一方で、野生復帰を目指す動物保護団体は、ノルウェー政府に働きかけてケイコへの接近禁止命令や、餌づけの禁止をとりつけ、また、フィヨルドから8キロメートル離れたタクネス湾へとケイコを移した。タクネス湾では浮囲いを設置しておらず、常に外洋へと出られる環境を整えていたものの、ケイコは湾に住み着き、2003年12月12日、急性肺炎により死亡した。

### 運動に対する論争
一連の野生復帰運動に反対する意見も多くあった。長年にわたって人間の飼育下にあったシャチが、野生に帰ることはできない。野生へ帰さず、人間のそばにいさせることがケイコを幸せにする。また、1頭のシャチにかけたばく大な費用についての批判などである。
野生復帰のためのリハビリテーションを行ったオレゴン・コースト水族館は、野生に帰しても生き延びることができるかは疑問だとして、水族館からの移送に強く反対した。また、マイアミ水族館のオーナーのアーサー・ハーツは、野生復帰について「映画はいつでもハッピーエンドだが、実際はどうなるか分からない」、「ケイコにとって悲劇とならないことを願う」と述べた。対する動物保護団体は、野生復帰への活動を推し進めてアイスランドへとケイコを移送したが、リハビリテーションが進むにつれて、かかるばく大な費用についての批判も大きかった。ノルウェーの政治家で捕鯨支持者のスタイナー・バステセンは、新聞のインタビューにおいて、野生復帰のための活動は「常軌を逸した金の無駄遣い」であり、「ケイコの肉を60000個のミートボールにしてスーダンの飢えた子どもたちに送ったほうが有益だろう」と意見した。ケイコの死後にいたっても野生復帰を目指したことの妥当性について、グリーンランド天然資源研究所のマレーン・サイモンは「野生復帰への試みは、誤った行いではなかったか」と述べている。

## 出演作品

### 映画
- Keiko en peligro （1990年）
- フリー・ウィリー - Free Willy （1993年）
- フリー・ウィリー2 - Free Willy 2: The Adventure Home （1995年、クレジットはあるが、出演シーンの多くがアニマトロニクス）
- フリー・ウィリー3 - Free Willy 3: The Rescue （1997年、クレジットはあるが、出演シーンのほとんどがアニマトロニクス）
- Keiko: The Untold Story （2010年）

### テレビ
- Quinceañera （1987年）
- Azul （1996年）

### その他
1985年、メキシコの歌手であるルセーロがシングル「Keiko」をリリースした。これは、ケイコがメキシコシティの遊園地レイノ・アベントゥーラの新しい呼び物となり、その宣伝のために制作されたシングルである。収録曲は「Keiko」と「Keiko 3000 kilos de Amor」の2曲で、レコードのジャケットには、ケイコがルセーロの頬にキスをする写真が使用された。